# Adenomera diptyx
Adenomera diptyx es una especie de anfibio anuro de la familia Leptodactylidae. Se distribuye por Argentina, Bolivia, Paraguay y, posiblemente, Brasil.